# مارتن باتلر (مخرج)
مارتن باتلر (بالإنجليزية: Martin Butler)‏ هو منتج أفلام ومخرج أسترالي، ولد في 14 مايو 1952.

## وصلات خارجية
- الموقع الرسمي
- مارتن باتلر على موقع IMDb (الإنجليزية)